# Tomás Campuzano
Pour les articles homonymes, voir Rodríguez, Pérez et Campuzano.
Tomás Rodríguez Pérez dit « Tomás Campuzano », né le 21 février 1957 à Écija (Espagne, province de Séville), est un ancien matador espagnol.

## Présentation

### Carrière
- Débuts en public : El Bosque (Espagne, province de Cadix) le 13 juin 1974.
- Débuts en novillada avec picadors : Écija le 30 mars 1975 aux côtés de Gabriel Puerta et José Castilla. Novillos de la ganadería de Carmen Lastra.
- Alternative : Séville le 24 avril 1979. Parrain, Curro Romero ; témoin, El Viti. Taureaux de la ganadería de Manolo González.
- Confirmation d’alternative à Madrid : 5 août 1979. Parrain, Antonio Chacón. Taureaux de la ganadería de la Herguijuela
- Confirmation d’alternative à Mexico : 3 décembre 1989. Parrain, Antonio Lomelín ; témoin, Enrique Garza. Taureaux de la ganadería de Manuel de Haro.